# Kurt Griese
Kurt Griese (ur. 29 lipca 1910 w Kilonii, zm. 26 stycznia 1993) – niemiecki policjant kryminalny, w okresie III Rzeszy oficer SS.
Do SS wstąpił w 1933 roku (nr 337 262). Od końca 1942 do 1944 roku jako wyższy oficer SS-Hauptsturmführer – awans w dniu 30.01.1944 w Einsatzgruppe. 
Po wojnie był wysokim urzędnikiem zachodnioniemieckiej policji kryminalnej (Bundeskriminalamt).